# Szegheő Endre
Szegheő Endre, névváltozatai: Szeghő; Szegő (Heves, 1877. március 18. – Budapest, 1933. november 24.) magyar színművész.

## Élete
Strassmann Ignác és Hirschfeld Mária gyermekeként született. Pályáját 1899-ben kezdte. 1900–1901-ben Kassán volt gyakorló színész. 1901–1905 között Kolozsváron, 1905–07-ben Kassán, 1907-től 1914-ig Temesváron, 1914 és 1919 között Szegeden játszott. 1919 márciusától 1925-ig a Belvárosi, 1925–26-ban a Belvárosi és Renaissance, 1926–27-ben az Andrássy úti Színház tagja volt. 1927–28-ban az Új Színházban játszott. 1928-ban elnyerte az Incze Sándor-féle epizódalapítvány díját, majd még ugyanebben az évben a budapesti Vígszínház szerződtette. 1928-tól 1933-ban bekövetkezett haláláig a Vígszínház társulatának tagja volt. 1923-ban fellépett az Imperiál Kabaréban is. Jellem- és epizódszerepeket formált meg. Halálát hurutos tüdőgyulladás okozta.
Felesége Harsányi Sarolta volt.

## Szerepei

### Főbb színházi szerepei
- Katona József: Bánk bán – Tiborc
- An-Ski: Dybuk – Reb Szender
- Baum: A nagy hotel – Ledowsky

### Filmszerepei
- Nővérek (1912)
- Ma és holnap (1912) – Kázmér herceg
- Szerbia hadat üzen! (1914)
- A fekete kapitány (1920)
- Pán (1920)
- Arsene Lupin utolsó kalandja (szkeccs, 1921)
- A három árva (1923) – betörő
- Rongyosok (1925)
- Az ördög mátkája (1926) – Bodor Márton módosgazda
- Aggyisten, Biri! (1927) – Mács Máté

## Díjai, elismerései
- Incze Sándor-féle epizódalapítvány díja (1928)